# ضفارع (قلنسية)
ضفارع هي إحدى قرى عزلة قلنسية وعبد الكوري بمديرية قلنسية وعبد الكوري التابعة لمحافظة أرخبيل سقطرى، بلغ تعداد سكانها 73 نسمة حسب تعداد اليمن لعام 2004.